# Carlos Humberto Martínez
Carlos Humberto Martínez Pineda (Tegucigalpa, Honduras, 25 de marzo de 1962) es un exfutbolista y entrenador hondureño. Con más de 400 partidos dirigidos en el máximo circuito del fútbol hondureño, es considerado uno de los entrenadores más prestigiados de los últimos años en ese país.

## Trayectoria

### Como jugador
Se desempeñó en la posición de delantero y jugó para clubes como Olimpia y Universidad. Disputó con la selección de Honduras los Juegos Centroamericanos y del Caribe de 1986 en donde obtuvo Medalla de Plata.

### Como entrenador
Empezó dirigiendo al Atlético Olanchano, un modesto club con el que logró el ascenso a la Liga Nacional de Honduras durante la temporada 2002-03, luego de derrotar a Deportes Savio el 20 de marzo de 2003. Posteriormente, en junio de 2005, a cargo del Hispano, consiguió su segundo ascenso a la Liga Nacional. Dirigió 19 juegos en la máxima categoría, de los cuales su equipo ganó cinco, empató siete y perdió siete.
Después, pasó a dirigir al Deportes Savio, club que lo contrató con el objetivo de conseguir un nuevo ascenso. El objetivo se alcanzó el 3 de junio de 2007, momento en que los dirigidos por Martínez ascendieron tras superar a Arsenal de Roatán. Los totoposteros, bajo su dirección técnica, hicieron su debut en el Apertura el 11 de agosto de 2007, en el empate de 2 a 2 como visitantes contra Marathón. Finalizado el Clausura 2009, en el que Deportes Savio acabó en la 6.ª posición, Martínez abandonó la dirección técnica del club santarrosense.
En mayo de 2009 fue anunciado como entrenador del Vida. Estuvo al frente de los cocoteros durante siete torneos, en los que sumó un total de 136 juegos dirigidos. 
El 5 de diciembre de 2012 se anunció su llegada al Marathón, en reemplazo del uruguayo Manuel Keosseián. En el primer torneo dirigido,  Clausura 2013, sus dirigidos finalizaron en la 4.ª posición, consiguiendo clasificar a la liguilla, donde cayeron eliminados a manos de Platense. El 15 de septiembre de 2013, tras la derrota sufrida el día anterior contra Olimpia, renunció a la dirección técnica del cuadro verdolaga.
El 19 de diciembre de 2013 fue nombrado entrenador del Victoria para encarar el Torneo Clausura 2014, luego de la salida de Héctor Vargas al Olimpia. El 13 de mayo de 2014, tras dejar al club en la 6.ª posición y caer en las semifinales a manos de Olimpia, se anunció su inesperada salida del club ceibeño.
El 20 de junio de 2014 llegó a un acuerdo para dirigir al Platense durante un año. En su primer torneo al frente, los selacios finalizaron en la 6.ª posición y fueron eliminados en la liguilla contra Motagua. El 2 de febrero de 2015 se anunció su separación del club, luego de una serie de malos resultados.
El 24 de marzo de 2015 se confirmó su retorno al Deportes Savio, club que se encontraba en la Liga de Ascenso de Honduras. Un año después, el 25 de agosto de 2016, Real Sociedad decidió contratar sus servicios tras la salida del costarricense Marvin Solano.
El 3 de abril de 2017, dos semanas después de haber salido de Real Sociedad, se anunció su regreso a las pampas olanchanas, para dirigir al Olancho Fútbol Club de la Liga de Ascenso.

## Clubes

### Como jugador
| Club           | País     | Año       |
| -------------- | -------- | --------- |
| Olimpia        | Honduras | 1984-1986 |
| Universidad    | Honduras | 1986-1993 |
| Broncos        | Honduras | 1993-1995 |
| Universidad    | Honduras | 1995-1996 |
| Atlético Indio | Honduras | 1996-1998 |
| Federal        | Honduras | 1998-2000 |

### Como entrenador
| Club                   | País     | Año         |
| ---------------------- | -------- | ----------- |
| Atlético Olanchano     | Honduras | 2002-2003   |
| Hispano                | Honduras | 2005-2006   |
| Deportes Savio         | Honduras | 2007-2009   |
| Vida                   | Honduras | 2009-2012   |
| Marathón               | Honduras | 2013        |
| Victoria               | Honduras | 2014        |
| Platense               | Honduras | 2014-2015   |
| Deportes Savio         | Honduras | 2015-2016   |
| Real Sociedad          | Honduras | 2016-2017   |
| Olancho                | Honduras | 2017        |
| Real Sociedad          | Honduras | 2017        |
| Platense               | Honduras | 2018-2019   |
| Real Sociedad          | Honduras | 2019        |
| Real Juventud          | Honduras | 2019-2020   |
| Real Sociedad          | Honduras | 2020        |
| Génesis Huracán        | Honduras | 2020-2022   |
| Parrillas One          | Honduras | 2023        |
| F.C. Buenaventura      | Honduras | 2023 - 2024 |
| Atlético Independiente | Honduras | 2024 - 2025 |

## Estadísticas como entrenador
- Actualizado al último partido dirigido el 23 de junio de 2019.

| Atlético Olanchano Honduras | Apertura 2003         | 14  | 2   | 5   | 7      | 26.19% |
| Atlético Olanchano Honduras | Total                 | 14  | 2   | 5   | 7      | 26.19% |
| Hispano Honduras            | Apertura 2005         | 18  | 5   | 7   | 6      | 40.74% |
| Hispano Honduras            | Clausura 2006         | 1   | 0   | 0   | 1      | 0%     |
| Hispano Honduras            | Total                 | 19  | 5   | 7   | 7      | 38.6%  |
| Deportes Savio Honduras     | Apertura 2007         | 18  | 5   | 7   | 6      | 40.74% |
| Deportes Savio Honduras     | Clausura 2008         | 18  | 4   | 7   | 7      | 35.19% |
| Deportes Savio Honduras     | Apertura 2008         | 18  | 8   | 5   | 5      | 53.7%  |
| Deportes Savio Honduras     | Clausura 2009         | 18  | 5   | 5   | 8      | 37.04% |
| Deportes Savio Honduras     | Total                 | 72  | 22  | 24  | 26     | 41.67% |
| Vida Honduras               | Apertura 2009         | 18  | 4   | 6   | 8      | 33.33% |
| Vida Honduras               | Clausura 2010         | 20  | 8   | 6   | 6      | 50%    |
| Vida Honduras               | Apertura 2010         | 18  | 7   | 4   | 7      | 46.3%  |
| Vida Honduras               | Clausura 2011         | 20  | 8   | 5   | 7      | 48.33% |
| Vida Honduras               | Apertura 2011         | 22  | 8   | 5   | 9      | 43.94% |
| Vida Honduras               | Clausura 2012         | 20  | 5   | 10  | 5      | 41.67% |
| Vida Honduras               | Apertura 2012         | 18  | 5   | 6   | 7      | 38.89% |
| Vida Honduras               | Total                 | 136 | 45  | 42  | 49     | 43.38% |
| Marathón Honduras           | Clausura 2013         | 18  | 5   | 9   | 4      | 44.44% |
| Marathón Honduras           | Apertura 2013         | 7   | 1   | 3   | 3      | 28.57% |
| Marathón Honduras           | Total                 | 25  | 6   | 12  | 7      | 40%    |
| Victoria Honduras           | Clausura 2014         | 22  | 7   | 8   | 7      | 43.94% |
| Victoria Honduras           | Total                 | 22  | 7   | 8   | 7      | 43.94% |
| Platense Honduras           | Apertura 2014         | 20  | 6   | 6   | 8      | 40%    |
| Platense Honduras           | Clausura 2015         | 3   | 0   | 1   | 2      | 11.11% |
| Platense Honduras           | Total                 | 23  | 6   | 7   | 10     | 36.23% |
| Real Sociedad Honduras      |                       |     |     |     |        |        |
| Apertura 2016               | 15                    | 5   | 4   | 6   | 42.22% |        |
| Clausura 2017               | 13                    | 6   | 2   | 5   | 51.28% |        |
| Copa de Honduras 2017       | 3                     | 2   | 1   | 0   | 77.78% |        |
| Apertura 2017               | 10                    | 2   | 3   | 5   | 30%    |        |
| Total                       | 41                    | 15  | 10  | 16  | 42%    |        |
| Platense Honduras           |                       |     |     |     |        |        |
| Clausura 2018               | 17                    | 6   | 4   | 7   | 43.14% |        |
| Apertura 2018               | 22                    | 7   | 7   | 8   | 42.42% |        |
| Copa de Honduras 2018       | 7                     | 7   | 0   | 0   | 100%   |        |
| Clausura 2019               | 14                    | 5   | 3   | 6   | 42.86% |        |
| Total                       | 60                    | 25  | 14  | 21  | 49.44% |        |
| Real Sociedad Honduras      |                       |     |     |     |        |        |
| Promoción 2018/19           | 2                     | 1   | 0   | 1   | 50%    |        |
| Apertura 2020               | 5                     | 0   | 1   | 4   | 6.67%  |        |
| Total                       | 7                     | 1   | 1   | 5   | 19.05% |        |
| Total como entrenador       | Total como entrenador | 414 | 134 | 129 | 151    | 42.75% |
| Fuente                      |                       |     |     |     |        |        |

## Palmarés

### Como jugador
| Título                                                        | Club                  | País                 | Año     |
| ------------------------------------------------------------- | --------------------- | -------------------- | ------- |
| Liga Nacional de Honduras                                     | Olimpia               | Honduras             | 1983/84 |
| Liga Nacional de Honduras                                     | Olimpia               | Honduras             | 1985/86 |
| Medalla de Plata Juegos Centroamericanos y del Caribe de 1986 | Selección de Honduras | República Dominicana | 1986    |
| Liga de Ascenso de Honduras                                   | Universidad           | Honduras             | 1986    |

### Como entrenador
| Título                      | Club               | País     | Año  |
| --------------------------- | ------------------ | -------- | ---- |
| Liga de Ascenso de Honduras | Atlético Olanchano | Honduras | 2003 |
| Torneo Clausura (Ascenso)   | Hispano            | Honduras | 2005 |
| Torneo Clausura (Ascenso)   | Deportes Savio     | Honduras | 2007 |
| Copa de Honduras            | Platense           | Honduras | 2018 |
| Liga de Ascenso de Honduras | Real Sociedad      | Honduras | 2019 |